# 萨尔格米讷区
萨尔格米讷区（法語：Arrondissement de Sarreguemines）是法国摩泽尔省所辖的一个区。总面积935.9平方公里，总人口98191，人口密度105人/平方公里（2018年）。主要城镇为萨尔格米讷。

## 辖区
萨尔格米讷区辖有83个市镇。